# Marc Audineau
Marc Audineau, né le 2 juin 1971 à Levallois-Perret, est un skipper français.
Il est onzième en dériveur double 49er mixte aux Jeux olympiques d'été de 2004. Huitième des Championnats du monde 2004, il est aux Championnats d'Europe troisième en 1997, quatrième en 1998 et troisième en 1999 avec Julien Farnarier ; il est aussi champion de France en 1992.